# Alciopina albomaculata
Alciopina albomaculata är en ringmaskart som först beskrevs av Levinsen 1885.  Alciopina albomaculata ingår i släktet Alciopina, och familjen Alciopidae. Arten har ej påträffats i Sverige.